# Елізабет Вілбрахам
Елізабет Вілбрахам (14 лютого 1632 — 27 липня 1705), до шлюбу Міттон — англійська аристократка, архітекторка, покровителька архітектури. Історик Джон Міллар вважає її першою відомою архітекторкою, роботи якої часто приписувалися чоловікам. Окрім десятка сімейних резиденцій та великої кількості церков, можливо, вона спроєктувала 400 будівель, які приписуються її учневі серу Крістоферу Рену.

## Ранні роки
Елізабет Міттон народилася в заможній родині.
Коли їй виповнилося 19 років, її видали в шлюб з Томасом Вілбрагамом, спадкоємцем баронета Вілбрагама.
Свій медовий місяць вона поєднала з розширеними студіями з вивчення Європейської архітектури.
У Нідерландах Елізабет Вілбрахам познайомилася з архітектором Пітером Постером, якого вважають творцем голландського відгалуження барокового стилю. Також вона вивчала роботи Палладіо у Венето та Штадтресіденц у Ландсхуті.

## Приватне життя
Про особисте життя Вілбрахам відомо вкрай мало. Проте її приватні листи віднайдено 2008 року й передано до Стаффордширського бюро. У листуванні особлива увага звертається на партії для дочок Грейс та Маргарет. За словами керівника маркетингового відділу Фонду Вестон Парк: «У листах пояснюється важливість шлюбних союзів серед аристократії у той час. Вона, звичайно, була дуже сильною жінкою, знала, чого прагне і яким шляхом можна це отримати».

## Перша відома жінка-архітекторка
У книзі історика Джона Міллара, що була опублікована у 2012 році, висунуто припущення, що Елізабет Вілбрахам є першою відомою жінкою-архітекторкою. Міллар стверджує, що цей висновок ґрунтується на понад 50-річному вивченні цього питання.
2007 року власники будинку Воттон організували конференцію, щоб дослідити, хто був справжнім архітектором будівлі. За результатами роботи конференції висунули щонайменше два припущення:
- 2010 році Говард Колвін припустив, що Джон Фітч, можливо, був оригінальним архітектором будівлі;
- пізніше, того ж року, Джон Міллар, після аналізу даних Колвіна, запропонував леді Вілбрахам.[8] [9]

Упродовж XVII століття жінка не могла мати професією, тим паче, займатися нею, і тому, припускають, що леді Вілбрахам використовувала архітекторів-чоловіків як виконавців для нагляду за будівництвом своїх проєктів. Вважається, що вона спроєктувала більше десятка будинків для своєї родини. Такий висновок роблять через додавання нехарактерних для тогочасних архітекторів виразних і незвичних деталей в дизайн.
Так Міллар припускає, що вона була авторкою проєктів 18 лондонських церков, які офіційно приписують Крістоферу Рену. Також він припускає, що Елізабет Вілбрахам була однією з наставниць Рена.
Окрім того, Міллар вважає, що авторство понад 400 будівель, які раніше приписувалися Рену також належить Вілбрахам. У них простежуються запозичення з італійської чи голландської архітектурної традиції. У бібліотеці Вільбрахам була Книга Палладіо I Quattro Libri (том I) і вона її часто робила з неї виписки.
Попри це, в такому авторитетному виданні як Біографічний словник британських архітекторів 1600—1840 рр. (4th Edn; 2008) Говарда Колвіна, вона згадується лише один раз і лише як покровителька архітектури.
У дисертаційному дослідженні від 2002 року канадська історикиня Синтія Гаммон наголошує про позначки Вілбрахам для Ніколауса Певснера. Вона відзначає його відсутність у вислові «від Вілбрагам» для позначення авторства Вілбрагам під час обговорення Вестон-парку.

## Проєкти

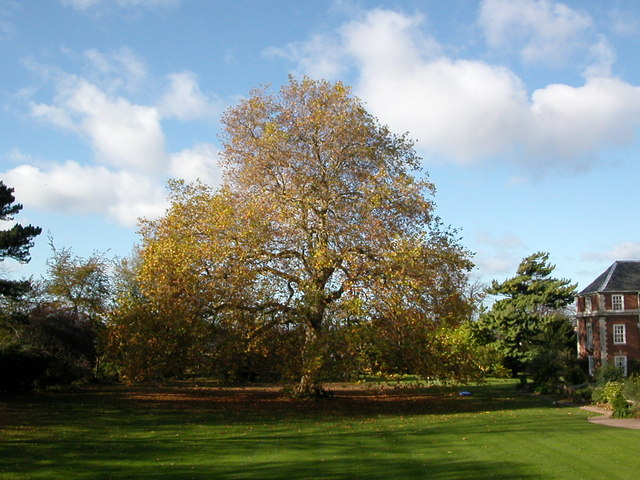
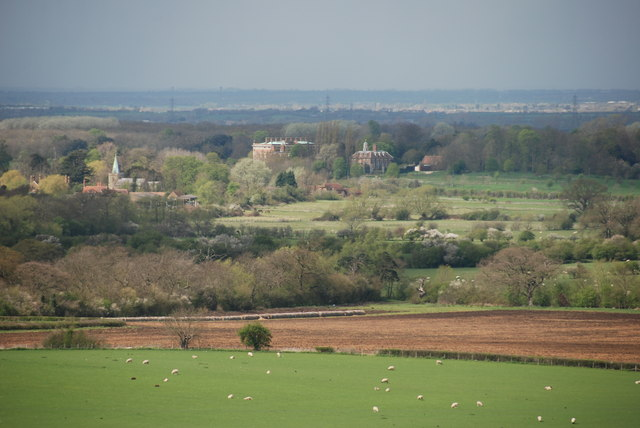
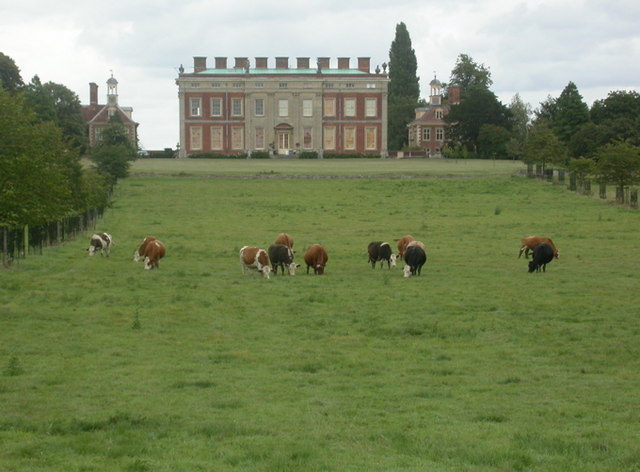
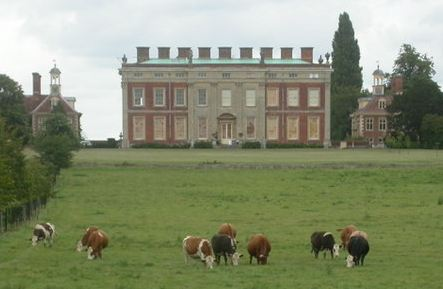

- Вестон Голл, Стаффордшир (1671)[11] — Організація Англійська спадщина приписує авторство Вестон Голлу Елізабет Вілбрахам, але архітектором-виконавцем є Вільям Тейлор.

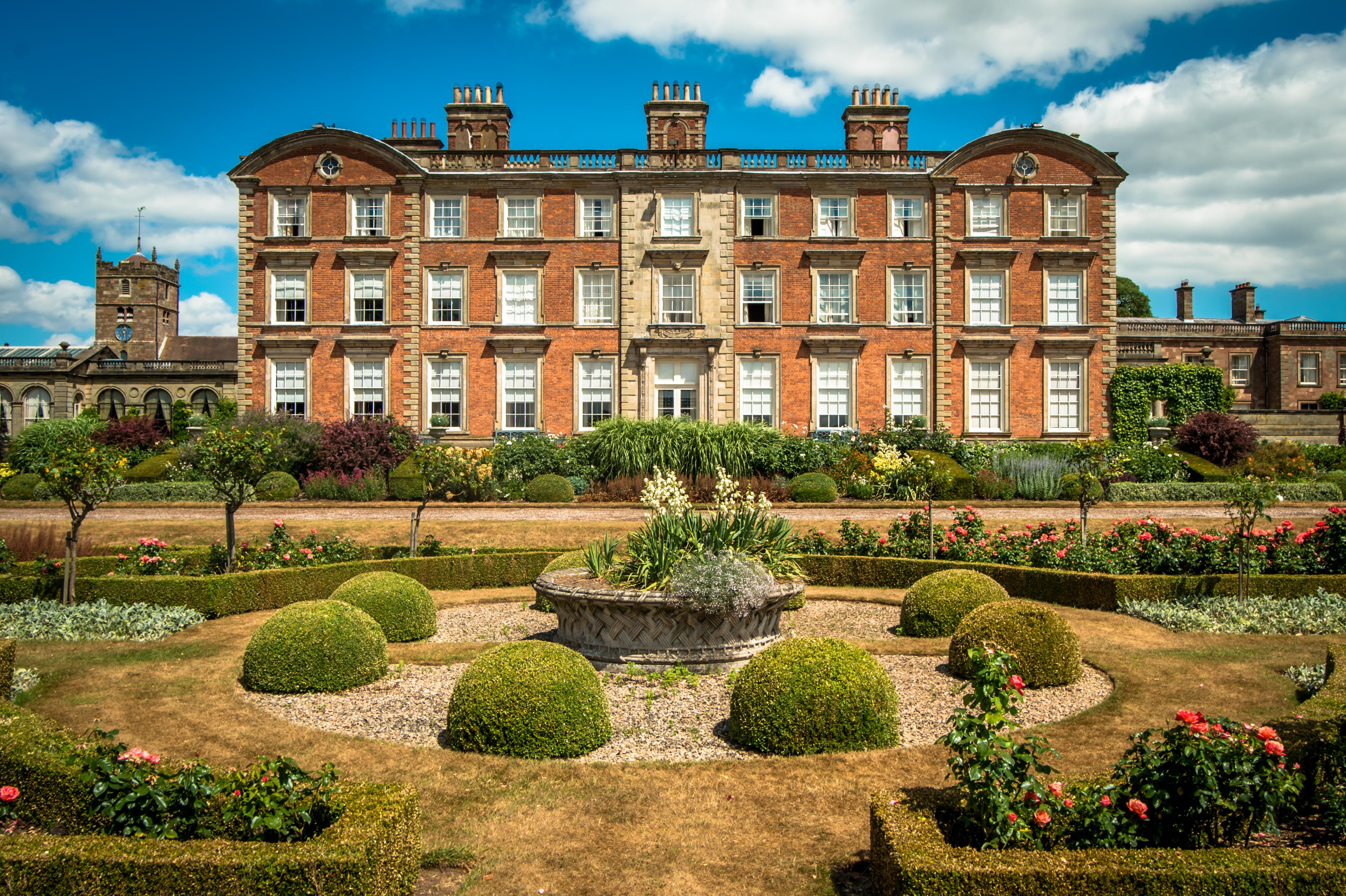
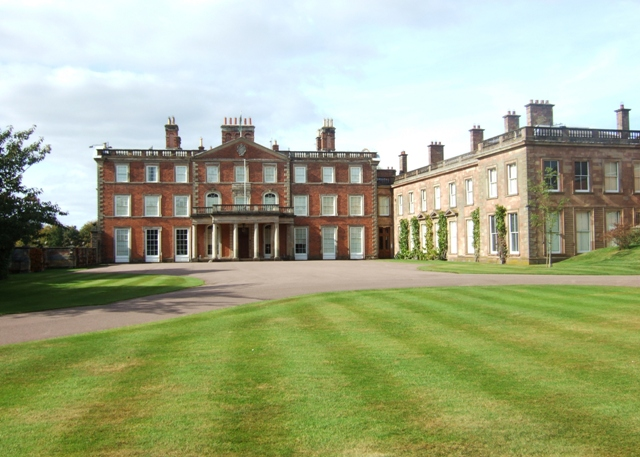
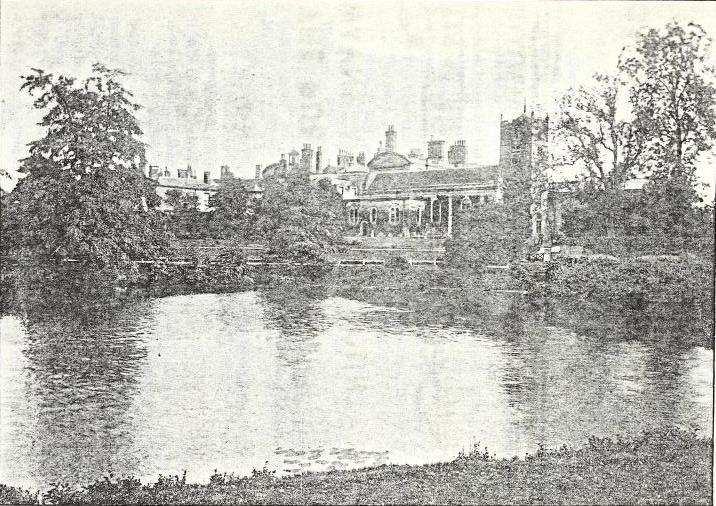
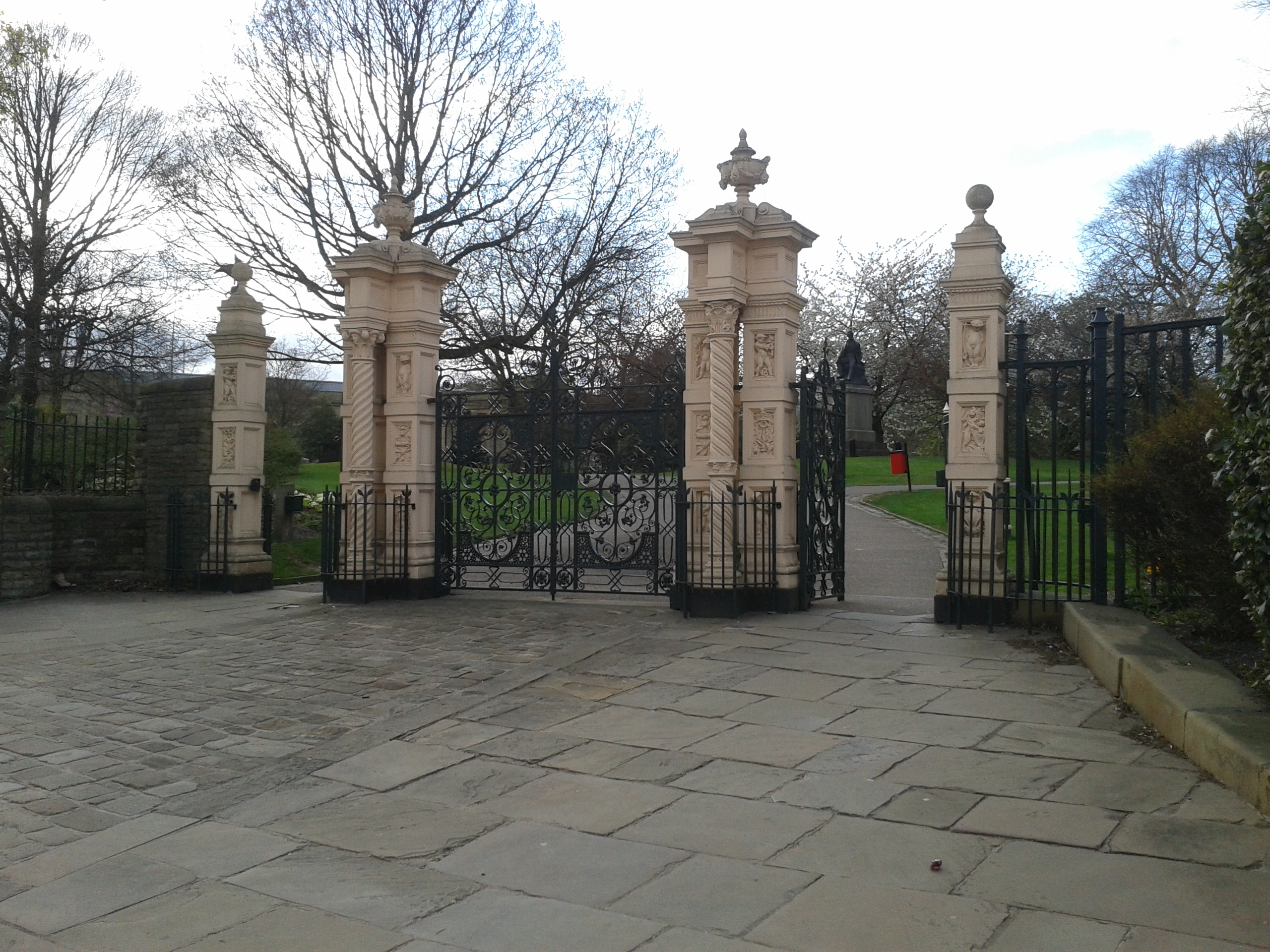

- Будинок Воттон, Бакінгемшир (перебудований 1704—1714) — наразі авторство точно не встановлене, але найбільш ймовірними претендентами є Елізабет Вілбрахам або Джон Фітч.[6]

## Додатково
- Лоренс Е. Жінки, що використовують будівництво в Англії сімнадцятого століття: питання джерел? Вісник Королівського історичного товариства (2003)
- Альварес Є., Гомес К. Невидимі жінки: як жінки архітектори були стерті з історії [Архівовано 26 вересня 2018 у Wayback Machine.]. Архітектурний огляд, 2017
- Кан Є. М. Можливо, леді навчала Крістофера Ррена [Архівовано 26 січня 2021 у Wayback Machine.]. The New York Times, 2012